# トーネード IDS
トーネード IDS / ECR
イラク上空を飛行するイギリス空軍のトーネードGR.4
(2014年撮影)
- 用途：攻撃機、偵察機、戦闘機
- 分類：マルチロール機
- 製造者：パナヴィア・エアクラフト
- 運用者

  -  イギリス（イギリス空軍）
  -  ドイツ（ドイツ空軍）
  -  イタリア（イタリア空軍）
  -  サウジアラビア（サウジアラビア空軍）
- 初飛行：1974年8月14日
- 生産数：992機
- 生産開始：1979年
- 運用開始：1979年
- 退役：2019年4月（イギリス空軍）
- 運用状況：現役  (イギリス空軍を除く)
- 派生型：トーネード ADV

トーネード IDS / ECR（Panavia Tornado IDS / ECR）は、イギリス、西ドイツ（開発当時）、イタリアが国際協同開発し、英・独・伊・サウジアラビアで運用されている戦闘攻撃機。マルチロール機でもあるため、主に航空阻止を主任務とし、プロジェクトにおいて合理化のため要撃、近接航空支援、艦艇攻撃、偵察など多数の派生型が開発された。名称の「トーネード (Tornado)」は、竜巻の意。

## 概要
次世代機を共同開発する計画がヨーロッパ諸国とカナダの間で挙った際に、プロジェクトが本格的に実動する前にカナダ、ベルギー、オランダが計画から脱退したことからイギリス、西ドイツ、イタリアの3か国で開発された。実際には名称の通りイギリスが開発のほとんどを実施している。
実戦でもトーネードは湾岸戦争で最も危険な任務に従事し、入念な訓練や準備を重ねた作戦によって驚異的な戦果を挙げており、イラク戦争にも参加した。

## 経緯
1960年代の北大西洋条約機構の西ドイツ（当時）、オランダ、ベルギー、イタリア、カナダはF-104G スターファイターの後継の攻撃機の検討を行っていた。その結果、1968年1月に多任務航空機・MRA(Multi Role Aircraft)、後に多任務戦闘航空機・MRCA（Multi Role Combat Aircraft）の名称となる攻撃機の共同開発計画のワーキンググループが設置された。
イギリスはBAC TSR-2を1965年に開発中止し、F-111Kも1968年に開発中止、別途検討していたイギリス-フランス可変翼機(Anglo French Variable Geometry)計画も中止されたことから、改めてアブロ バルカンやブラックバーン バッカニアの後継機を選定する必要に迫られていた。イギリスは、1968年7月に参加覚書を交わしている。
1969年3月26日にイギリスのBAC、西ドイツのMBB、オランダのフォッカー、イタリアのフィアットの4社は西ドイツにパナヴィア・エアクラフト（Panavia Aircraft GmbH）を設立した。7月にはMRCA計画は6つの政府によって開始したものの、財政難を理由にベルギーとカナダが計画から脱退してしまった。後にベルギー空軍はジェネラル・ダイナミクスF-16 ファイティング・ファルコンをカナダ空軍はマクドネル・ダグラスF/A-18 ホーネットをそれぞれ選定した。しかし、10月にはMRCA計画の基礎が固まり、コストを抑えるため計画の進行に合わせて決定事項に署名する協定覚書をイギリス、西ドイツ、イタリアの3か国が準備して参加国に署名させた。

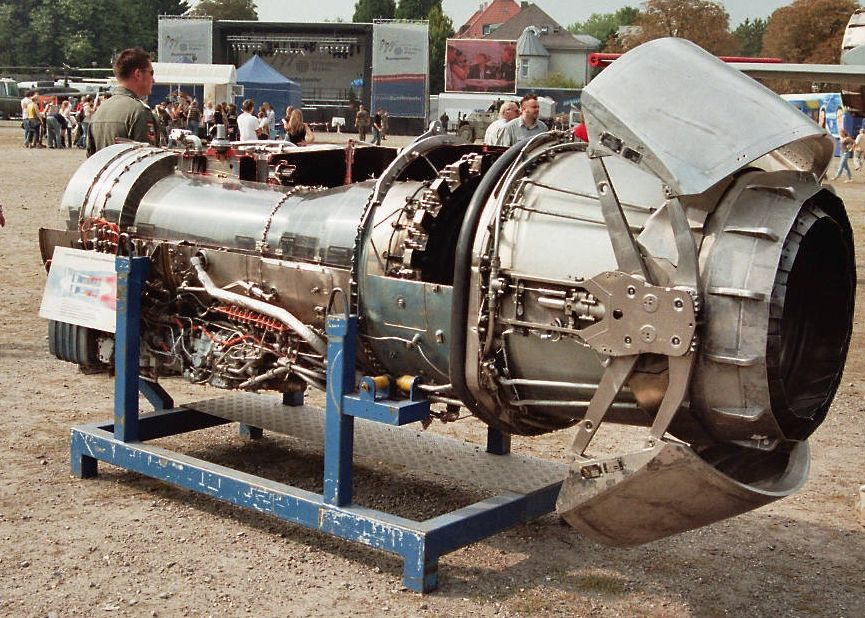
RB199 エンジン

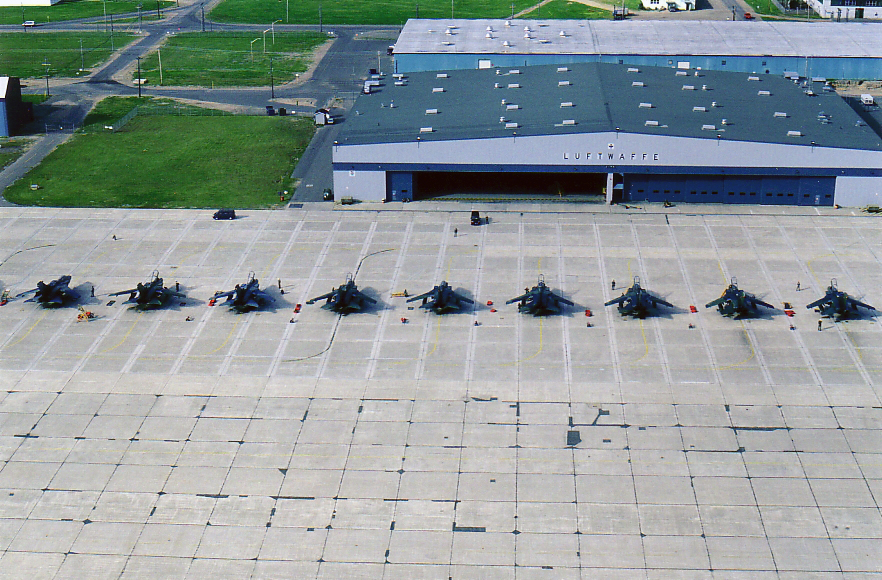
カナダのグースベイ航空基地に駐留するドイツ空軍のパナヴィア トーネード

1969年7月にオランダのフォッカーが脱退したため、作業はイギリスと西ドイツが分割し、残りはイタリアが担当した。1970年にはパナヴィアと同様にイギリスのロールス・ロイス、西ドイツのMTU、イタリアのフィアットによってターボ・ユニオンが西ドイツで設立され、RB199ターボファンエンジンが開発された。
イギリスは将来的にF-4 ファントム IIに代わる防空戦闘機としての能力も欲していたため、イギリスは西ドイツとイタリアと単座にするか複座にするかで対立し、軍の要望によるECMの装備で価格が予定よりも高くなり、製造されたRB199 エンジンの性能不足などのトラブルも発生した。この戦闘機型の開発は、イギリスが独自に行うこととなり、後にトーネード ADVとして実用化されている。
試作機はイギリスで6機、西ドイツで6機、イタリアで3機の15機と地上試験用の1機を含めて計16機が製造された。西ドイツの試作機（P.01）は1974年8月14日に初飛行を行い、同月にトーネードと命名された。西ドイツ空軍や西ドイツ海軍航空隊、イタリア空軍は単にトーネードと呼称したが、イギリス空軍は地上攻撃・偵察（Ground attack/Reconnaissance）の用途を想定していたことからトーネード GRの名称を使用し、IDSはパナヴィアが阻止攻撃（Interdictor-Strike）型として呼称した。イギリスの試作機（P.02）は2ヶ月後の10月30日に初飛行したが、イタリアは導入を遅らせるために試作機（P.05）が初飛行したのは1975年12月5日であった。
MRCA計画で必要となったのは、多種多様な兵装の装備を可能にすることであり、試作機はテスト飛行以外にもこれらの試験に使用された。試作機のP.06はマウザー BK-27機関砲の搭載試験を行い、他の試作機もナビゲート・システム、操縦系統などの試験が行われた。しかし、こういったテストを繰り返していたこともあって、4名の殉職者と共に2機の試作機が事故で失われた。
1976年7月にイギリス空軍、西ドイツ空軍向けのバッチ1の生産が承諾され、トーネードは本格的に配備に向けて動き出した。垂直尾翼の付け根にあるフェアリングの形状を変更した点と単純な試用改修を除けば、試作機から外見に目だった改良は行われていない。1979年にはイギリス向けの防空型（Air Defence Variant）、トーネード ADVの試作機が完成し、イギリス、西ドイツ、イタリアの三国共同訓練期間(TTTE)の覚書が署名された。1981年9月にはイタリア空軍向けのトーネードが生産された。

## 機体
STOL（短距離離着陸）性、経済性、運動性だけでなく速度性能も考慮して可変翼を装備した。また、STOL性を良くするために、重量増加と機構の複雑化を忍んでまで、戦闘機タイプの現代多用途機には珍しいスラストリバーサ（逆噴射装置）を取り付けている。その他の特徴としては、世界初採用はF-16 ファイティング・ファルコンに譲ったものの、早期にフライ・バイ・ワイヤを採用したことも特筆される。
また、上記どおり可変翼を装備しているが、主翼の角度に合わせて兵装パイロンの角度を変える翼角連動式のハードポイントを持っていて、主翼の後退角が変化しても兵装パイロンは常に進行方向を向く機構となっている。

## 戦歴
- 1991年 - 砂漠の嵐作戦（イギリス空軍、イタリア空軍、サウジアラビア空軍）
- 1991年 - サザン・ウォッチ作戦（イギリス空軍）
- 1995年 - デリバリット・フォース作戦（イギリス空軍、ドイツ空軍、イタリア空軍）
- 1998年 - 砂漠の狐作戦（イギリス空軍）
- 2001年 - 不朽の自由作戦（イギリス空軍、ドイツ空軍）
- 2003年 - フリーダム作戦（イギリス空軍）
- 2015年 - 生来の決意作戦（ドイツ空軍）
- 2015年 - イエメン内戦（サウジアラビア空軍）
- 2018年 - シリア内戦（イギリス空軍）

### 湾岸戦争
冷戦時、トーネードは30発のSG357子爆弾と時限爆弾としても使用可能な215個のHB876地雷を散布する爆弾ディスペンサーのJP233を装備し、高速で低空侵入することでレーダーの探知を逃れつつ爆撃を行い、飛行場の機能を奪うことが任務であった。

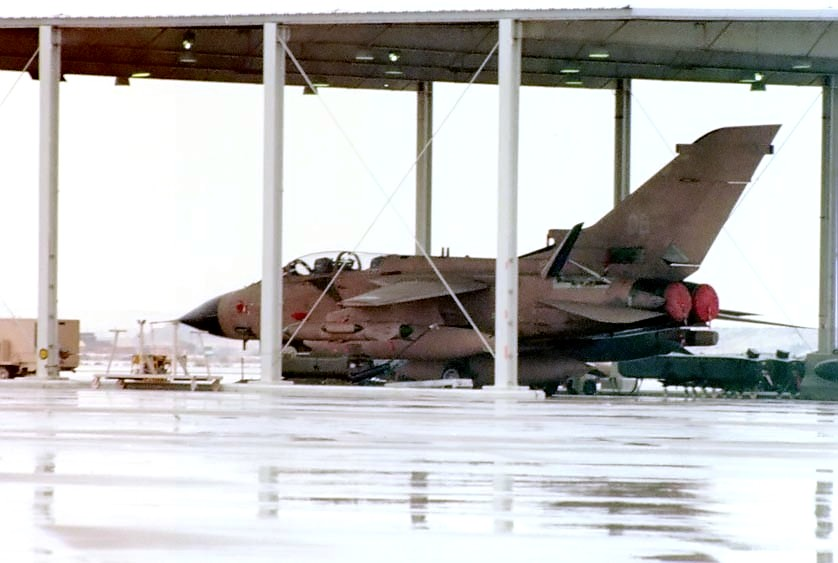
湾岸戦争時のサウジアラビア空軍機

その能力を冷戦において発揮することはなかったが、湾岸戦争においてトーネード GR.1だけが滑走路破壊兵器であるJP233の搭載能力と低空侵入能力を有していた。そのため、多国籍軍の空爆の第一撃を担った。F-4G、F/A-18などと連携してイラクの飛行場を効率的に爆撃し、イラク軍の航空機を封じ込め、多国籍軍の制空権獲得に大いに貢献した。
イラク軍も飛行場の防備に対空兵器を備え、それらの対空砲火は制圧任務を過酷なものにさせた。イギリスのメディアはトーネードが緒戦における制圧の完了によって戦術を変更すると、「損失が小さいものではなかったため、中-高高度からのレーザー誘導爆弾による攻撃へと戦術を変更」と報じるほどで、こういった根拠のない報道によってイギリスのみならず日本でもトーネードの評価は低い。多国籍軍が湾岸戦争で失った航空機の公式発表は64機だが、低空攻撃任務で失われたトーネードはわずか4機（6機、8機という説もある）で、軍の予想も下回る損失率であった。ただし、湾岸戦争で失われた航空機の中では、最も数多くの損失を出した機体でもある。
飛行場制圧任務を終えたトーネードは1月21日より、中高度から無誘導爆弾を使用する爆撃任務に投入されたが、命中精度に優れた爆撃ができず、急遽、ペイブウェイ誘導爆弾を使った精密爆撃を行うためAN/ASQ-153 ペイブ・スパイクレーザー照射ポッドを装備したブラックバーン バッカニアが派遣され、バッカニアがレーザー照射任務を引き受けることにより爆撃任務を遂行した。一方、トーネードだけで爆撃が実行できるように少数のTIALD（Thermal Imaging Airborne Laser Designator）ポッドも用意された。

### 生来の決意作戦
2015年からアメリカ主導で実施されている生来の決意作戦にドイツ空軍のトーネードが偵察機として参加しているが、2016年に実施されたソフトウェア・アップデートの後、操縦室補助照明の照度がパイロットの視力に影響を与えるほど上がり、夜間作戦を実施できない状態になっているという。

## 各型

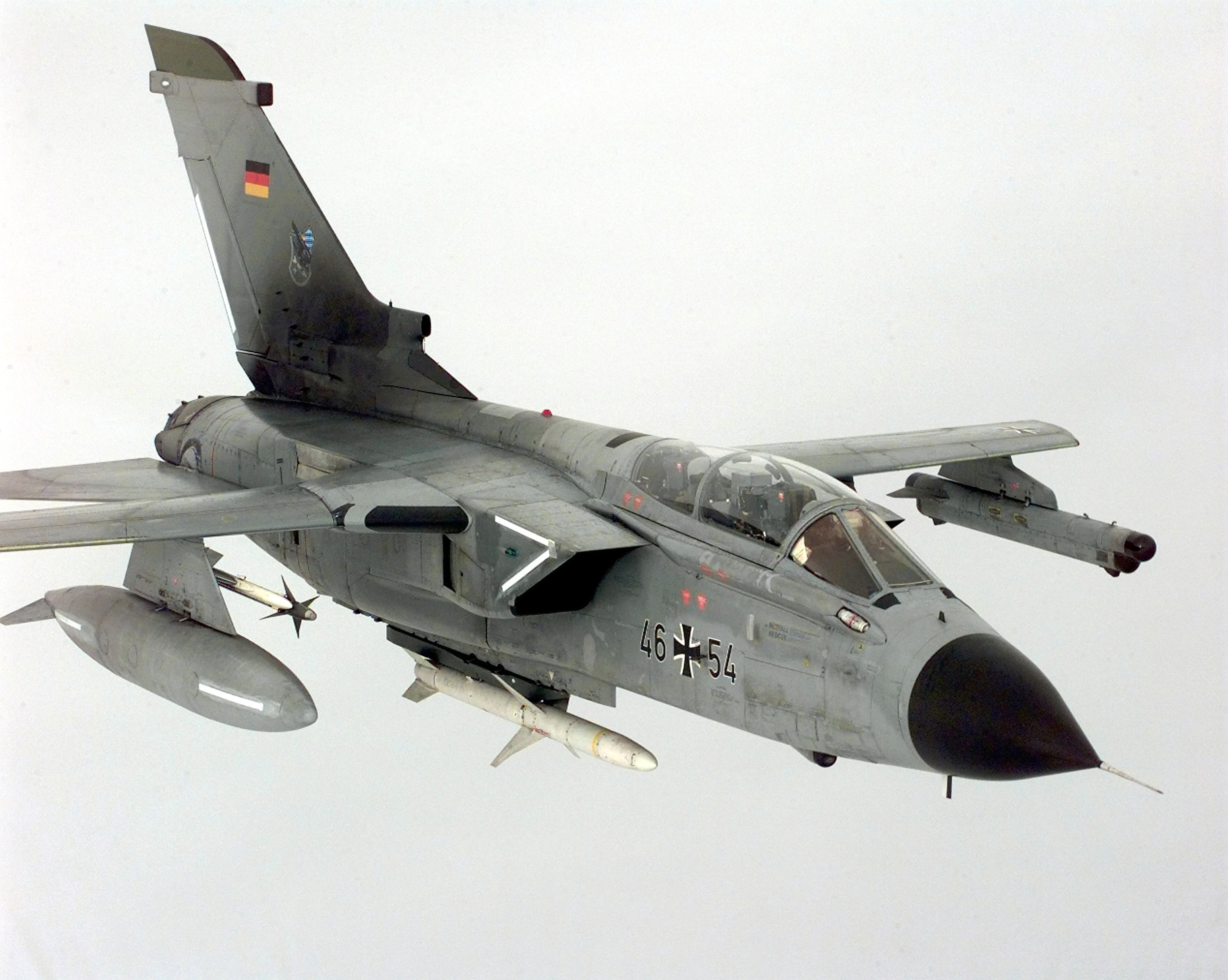
ドイツ空軍所属トーネード ECR

トーネード IDS
ドイツ空軍、ドイツ海軍、イタリア空軍が採用。ほとんどのNATO規格の兵装を装備することができる。ドイツとイタリアではJP233と類似のディスペンサー MW-1をトーネードに装備させた。
AS.34 コルモラン空対艦ミサイルを4発搭載することができ、これは当時、このクラスの機体としては他に類を見ない強力な対水上火力であった。
一部の機体は副操縦装置を有している。
トーネード ECR
ドイツ空軍が開発した電子戦闘偵察型で、トーネードIDSを改修した機体。イタリア空軍も同様の機体を保有しており非公式にIT-ECRとも呼ばれている。
敵レーダーや対空砲火を制圧する敵防空網制圧（SEAD）の任にあたるため、機首の機関砲を2門とも撤去してレーダー波を察知・分析するシステムELS（Emitter Locator System）を搭載し、対レーダーミサイルのAGM-88 HARMを主武装とする。
イタリア空軍のECRとドイツ空軍のECRの相違点は、イタリア空軍のECRは既存機の改修機であり赤外線画像システムを搭載しているのに対してドイツ空軍のECRがSEADの任務に徹する新規製造機のため搭載していない点である。
トーネード RECCE
ドイツ空軍が開発した偵察型。RF-4Eの後継として導入された。
A-200
イタリア空軍におけるIDSの呼称。
EA-200
イタリア空軍におけるECRの呼称。

### イギリス空軍向け

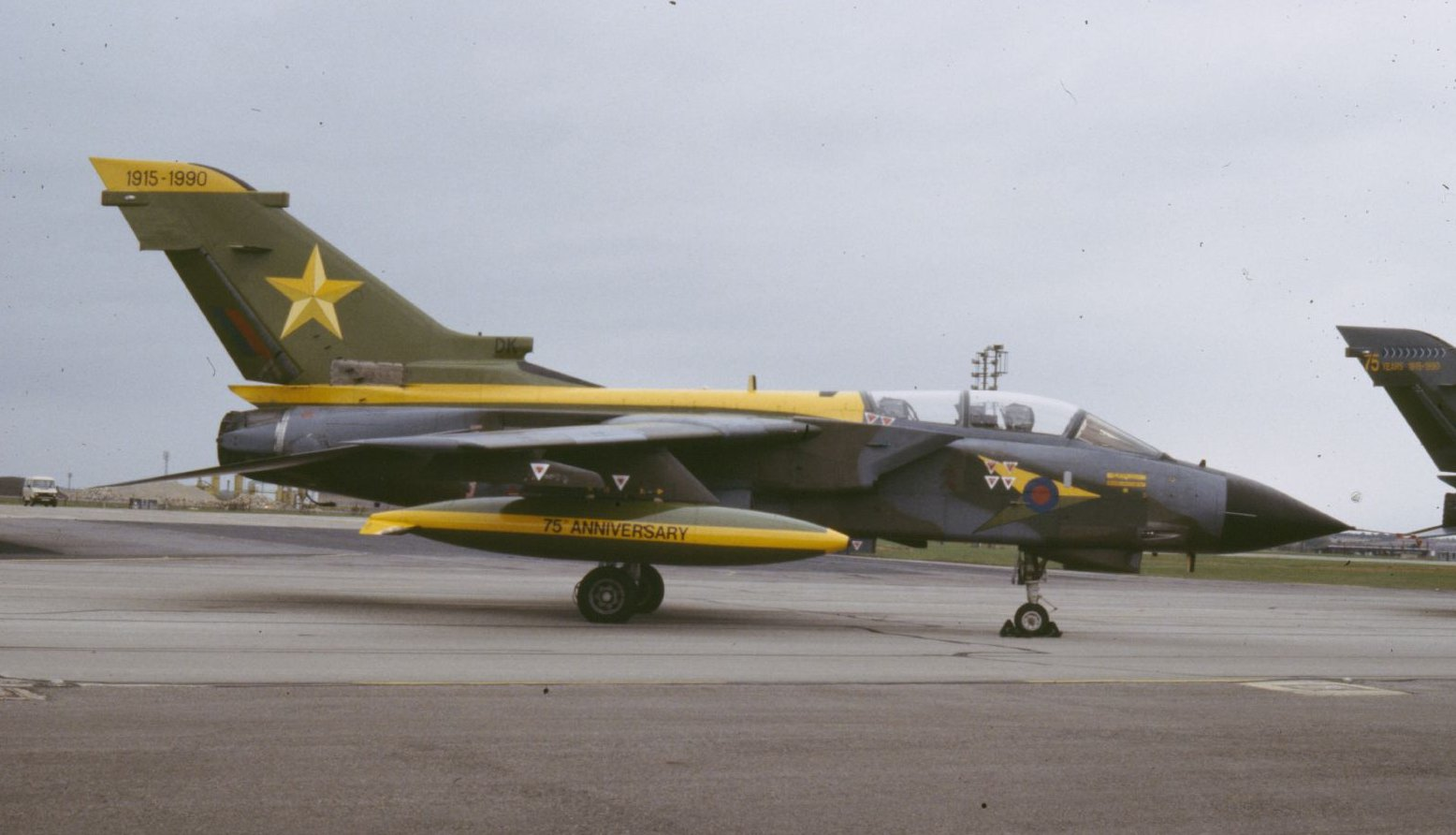
イギリス空軍のトーネード GR.1

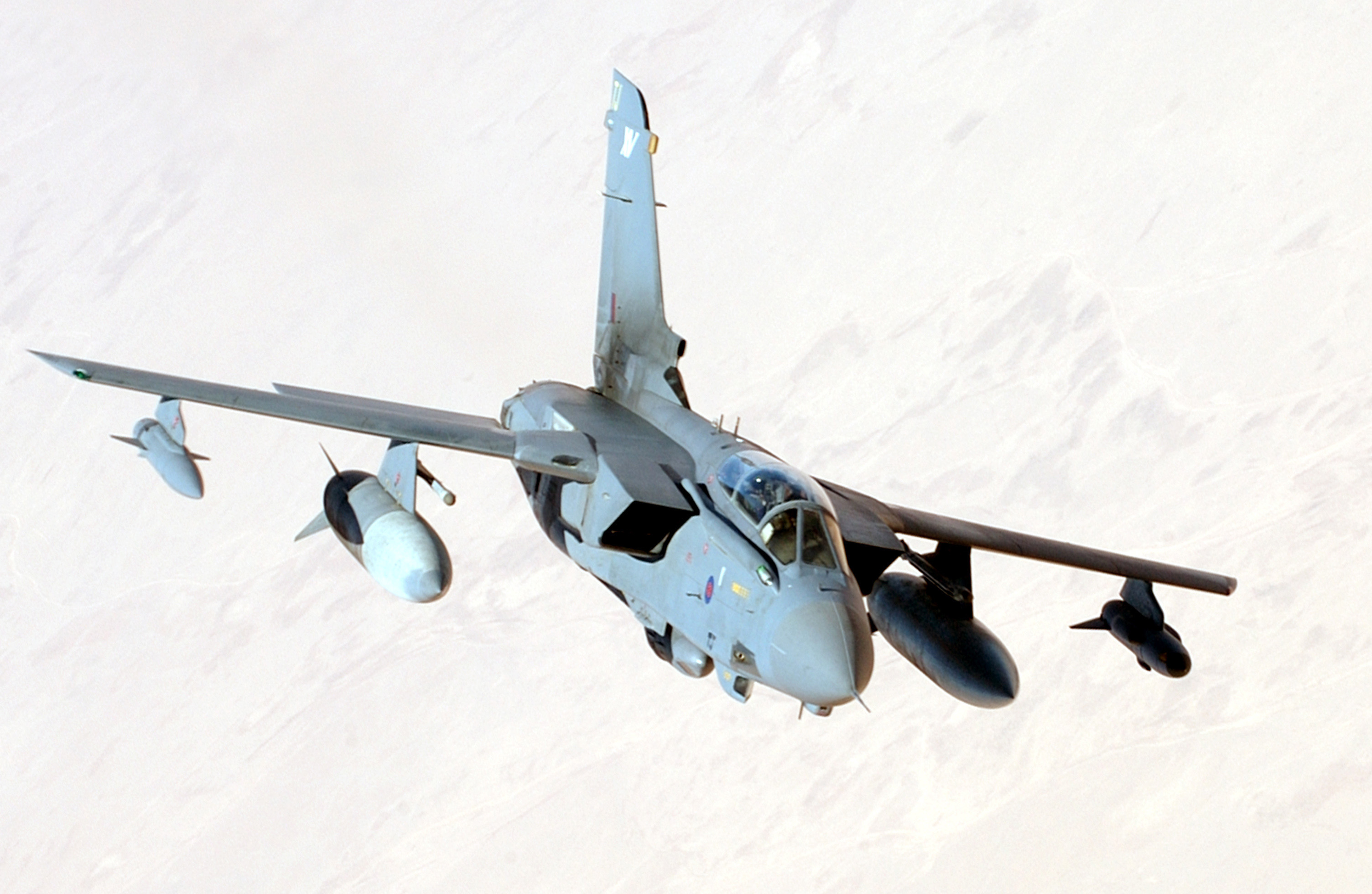
イラク戦争に参加するGR.4

トーネード GR.1
イギリス空軍向けの機体であり、原則としてIDSと同じ機体である。1982年にバルカン B.2との交代を皮切りに本格的に配備が開始された。後にALARM対レーダーミサイルを使用できるように改修され、敵防空網制圧（SEAD）も任務となった。サウジアラビア空軍のトーネードはイギリス向けだった機体を振り分ける形で引き渡されたため、イギリス空軍と同じ兵装が供給されている。
トーネード GR.1A
写真撮影などの偵察任務のため機関砲を2門から1門に減らし、その箇所にレーザー測距・目標指示装置（LRMTS; Laser Range Finder and Marked Target Seeker）やTIRRS（Tornado Infra-Red Reconnaissance System）としてIRLS（Infra-Red LineScan）を装備した。これらの電子光学センサーは光学式カメラよりも全天候能力が高く、現像などの工程を省いて機上で撮影した画像を確認できた。
1986年から新規に製造された機はGR.1Aとして製造され、一部の機体はGR.1から改修された。1996年からトーネード GR.4に改修された。
トーネード GR.1B
冷戦の終結により核打撃部隊から開放されて余剰となったトーネードを旧式化したバッカニアと交代するため、1994年から空対艦ミサイルを装備可能なトーネード GR.1Bに26機が改修された。
しかしイギリスが水上艦艇からの脅威に晒される機会も減り、シーイーグル対艦ミサイルの寿命も終わりに近づいていたため、予算との兼ね合いで必要ないと判断され、GR.4に改修された。
トーネード GR.4/トーネード GR.4A
1980年代半ばよりイギリス国防省はGR.1の改良するための寿命中期能力向上・MLU（Mid-Life Update）の研究を始めた。このアップデートはトーネードの低空侵入能力を維持しつつ、多用途性などの能力向上を狙った。1991年の湾岸戦争の戦訓も含め、試作改修初号機は1993年に初飛行している。BAe（現BAE システムズ）社との契約が成立し、1996年から改修が始まり、2003年に完了した。
電子機器や兵装システムが一新され、広角ヘッドアップディスプレイ（HUD）、赤外線前方探索機器（FLIR）、暗視ゴーグル（NVG）などが追加装備された。この改修によりトーネードGR.4は夜間攻撃能力が向上したほか、GR.4Aはグローバル・ポジショニング・システム（GPS）の受信能力が備えられレーダーに依存しない航法能力を獲得した。
ユーロファイター タイフーンやF-35Bの増備に伴い、2019年に全機退役。
トーネード GR.1(T)
GR.1の練習機型であり、副操縦装置を有する。
トーネード ADV
イギリス空軍が開発した防空戦闘機型。

## スペック (RAF GR.4/IDS)
出典: Aerospaceweb.org, Federation of American Scientists
諸元
- 乗員: 2名（操縦士、兵装管制官）
- ペイロード: 9,000kg （19,840lb）
- 全長: 16.72m （54.88ft）
- 全高: 5.95m （19.52ft）
- 翼幅: 13.91m（後退角25度）

8.60m（後退角67度）（45.63ft（後退角25度）
28.21 ft （後退角67度））
- 翼面積: 26,6m2
- 空虚重量: 14,090kg （31,065lb）
- 最大離陸重量: 27,215kg （60,000lb）
- 動力: ターボ・ユニオン RB199-34R アフターバーナー付ターボファン
  - ドライ推力: 38.7kN （3,950kg） × 2
  - アフターバーナー使用時推力: 66kN （6,570kg） × 2
- 内部燃料搭載量：6,350kg

性能
- 最大速度: マッハ2.2 （1,450mph）
- フェリー飛行時航続距離: 3,895km （2,105海里）
- 航続距離: 2,780km （1,500海里）
- 実用上昇限度: 15,240m （50,000ft）
- 推力重量比: 0.55

武装
- 固定武装: マウザー BK-27 27mm機関砲 × 2門
- ミサイル: 

  - 空対空ミサイル：AIM-9 サイドワインダー、IRIS-T、ASRAAM
  - 空対艦ミサイル：ワスプ、AS.34 コルモラン、シーイーグル
  - 空対地ミサイル：AGM-65 マーベリック、ブリムストーン
  - 対レーダーミサイル：ALARM、AGM-88 HARM
  - 巡航ミサイル：ストーム・シャドウ、KEPD 350
- 爆弾: 

トーネード IDSの三面図

  - 核爆弾：WE.177（英語版）（イギリス）、B61（独・伊、ニュークリア・シェアリングにより運用能力を付与）
  - クラスター爆弾：BL755（英語版）、JP233 ディスペンサー、MW-1ディスペンサー
  - 誘導爆弾：ペイブウェイ・シリーズ、JDAM
- ハードポイント: 8箇所（ショルダー・レール含む）最大搭載量 9,000kg
- アビオニクス: 

  - 照準ポッド：TIALD（英語版）（英、LITENINGに更新済み） / LITENING（英・独・伊）/ ダモクル（サウジアラビア）
  - ECMポッド（左翼外側ハードポイントに装備）：スカイシャドー（英語版）（英） / トーネード自衛妨害装置（ドイツ語版）（独）

## 登場作品

### 漫画・アニメ
『FUTURE WAR 198X年』
「トーネード戦闘攻撃機」の名で登場。ソ連特殊部隊の襲撃で壊滅した西ドイツ空軍基地から、反撃すべく2機が飛び立つ。途中、MiG-29の追撃を天候を利用して振り切るもZSU-23-4の対空砲火で1機が撃墜されるが、残った1機がソ連軍基地に到達して空対地ミサイルで攻撃を行う。
『HELLSING』
イギリス軍所属機が登場。リップヴァーンらミレニアム大隊に占拠されたイギリス海軍所属の架空のインヴィンシブル改級航空母艦「イーグル」を撃沈するために3機が空対艦ミサイルによる一斉攻撃を行うが、全てリップヴァーンによる狙撃で迎撃されて目標の手前で爆発した上、トーネードも3機全てパイロットを狙撃されて墜落する。
『トランスフォーマー 超神マスターフォース』
デストロンゴッドマスターのハイドラーがトランスフォームする。
『最終兵器彼女』
OVAにて国連軍の戦闘爆撃機として登場。低空飛行で接近してから福岡市を爆撃するが、直後にミズキにミサイルで撃墜される。
『PHANTOM DEAD OR ALIVE』
カークランド公国軍のエースパイロット、トーネードの搭乗機。通称「蒼い竜巻(ネイビブルートーネード)」。かつてはイギリス軍に所属し、英雄と謳われるほどの存在だった。

### 小説
『GODZILLA 怪獣黙示録』
イギリス軍所属機が登場。ロンドン上空に出現した怪獣ドゴラに対し、雀蜂の毒に含まれるドゴラに有効な成分を米軍のF-18戦闘機とともに空中から散布する。

### ゲーム
『Wargame Red Dragon』
NATO陣営で使用可能な航空機としてGR.1、GR.1B、F.2、F.3とIDS、ECR、MFGが登場する。
『サイドワインダーMAX』
トーネードの名でシナリオの終盤にて登場。
『ゾンビU』
イギリス王立空軍所属のトーネードが登場。ゾンビに溢れたロンドンを爆撃する。また道中仮設病院のところを爆撃し、一掃する。
『フィクショナル・トルーパーズ』
メカール共和国軍のランク3として選択可能。ランク3唯一の複座機である。制空・爆撃両任務に対応可能。
なお、1980年代の時代背景からメカールの機体は中古では無いが、西ドイツ、イギリス、イタリアのどこ製なのかは不明である。
『エースコンバットシリーズ』
シリーズ中各種がプレイヤー機として使用できる。